# Open Smart Card Development Platform
La Open Smart Card Development Platform (OpenSCDP, en español Plataforma de desarrollo de tarjeta inteligente abierta) proporciona una colección de herramientas que permiten a los usuarios el desarrollo, prueba e implementación de aplicaciones de tarjetas inteligentes. La plataforma soporta las tecnologías GlobalPlatform Scripting, perfil y mensajería para proporcionar alta flexibilidad y velocidad de desarrollo.
El completo conjunto de herramientas está escrito en Java, y usa ECMAScript como un lenguaje de secuencias de comandos. El acceso a las tarjetas inteligentes se realiza a través de una versión mejorada del marco de software OpenCard. Los controladores se incluyen para la mayoría de tarjetas inteligentes compatibles con ISO/IEC 7816 -4, y también para PC/SC y lectores de tarjetas de CT-API. La plataforma también admite cifrado a través de la Java Cryptography Extension (JCE) con la API de Bouncy Castle Crypto.
Los conjuntos de herramientas y bibliotecas de OpenSCDP se proporcionan como código abierto bajo la GNU General Public License (GPL).

## Arquitectura
OpenSCDP utiliza un conjunto de herramientas de código abierto, incluyendo:
- Eclipse (IDE)
- OpenCard Framework
- Rhino (motor de JavaScript)
- Biblioteca criptográfica BouncyCastle